# 圖羅胡林山
11°36′23″S 75°40′03″W / 11.60639°S 75.66750°W
圖羅胡林山（T'uru Qurin），是秘魯的山峰，位於該國中部胡寧大區，由豪哈省的波馬坎查區負責管轄，屬於安地斯山脈的一部分，海拔高度4,200米。